# Самі Хеленіус
Самі Хеленіус (фін. Sami Helenius; 22 січня 1974, Гювінкяа, Фінляндія) — фінський хокеїст та тренер.

## Кар'єра
Самі Хеленіус вихованець клубу Йокеріт (Гельсінкі) в складі якого дебютував у СМ-лізі в сезоні 1992/93 років. Вже в 1992 році був обраний в Драфті НХЛ у п'ятому раунді, під 102-й номером клубом НХЛ Калгарі Флеймс, але спочатку залишився в сезоні 1993/94 років в СМ-лізі, але змінив клуб, тепер Самі виступав за «Пеліканс» (Лахті). З 1994 по 1998 він грав за фарм-клуб Калгарі, «Сент-Джон Флеймс» Американська хокейна ліга. Тільки в сезоні 1996/97 він тричі потрапив до освного складу «Флеймс». З 1998 по 2000, фін кілька разів переїжджав у межах Північної Америки, грав за клуби: «Лас-Вегас Тандер» і «Чикаго Вулвз» Міжнародної хокейної ліги, «Колорадо Аваланч‎» і «Тампа-Бей Лайтнінг‎» Національної хокейної ліги, а також за Герші Берс в АХЛ.
12 липня 2000 Хеленіус підписав контракт як вільний агент з «Даллас Старс‎‎», де він отримав постійне місце в основному складі команди НХЛ. 10 березня 2003 року Самі обміняли в сьомому раунді Драфта НХЛ на Лайла Оделайна‎ в «Чикаго Блекгокс‎». В команді з Іллінойсу, він виступав до кінця сезону 2002/03. В наступному сезоні повернувся до фінського клубу Йокеріт, де був капітаном команди. Наступні шість років Самі Хеленіус виступає у клубі «Ільвес», а також двох інших клубах «Йокеріт» і «Пеліканс» (Лахті). З сезону 2010/11 стає граючим тренером в ХК «Кескі Уусімаа» з другого дивизіону чемпіонату Фінляндії з хокею із шайбою.

## Кар'єра (збірна)
Хеленіус виступав за молодіжну збірну на чемпіонаті світу у 1993 році, також виступав у складі національної збірної на чемпіонаті світу 2003 і 2004 років та у 2007 році в матчах Євротуру.

## Тренерська кар'єра
З 2010 граючий тренер фінського клубу ХК «Кескі Уусімаа». У сезоні 2012/13 працював асистентом головного тренера в команді Йокеріт U16, де і продовжує працювати. У сезоні 2013/14 очолював юніорську збірну Естонії та молодіжну на відповідних чемпіонатах світу, з молодіжну збірну готував і до молодіжного чемпіонату світу 2015 року.

## Нагороди та досягнення
- В команді «Усіх зірок» Кубка Шпенглера 2003.